# Dansk Bartender Laug
Dansk Bartender Laug (kurz DBL) ist der Berufsverband der Barkeeper in Dänemark mit Sitz in Kopenhagen. Gegründet wurde die Organisation auf einer Versammlung im Jahr 1950 im Restaurant Glyptoteket, mit John Løhndal von der Skovriderkroens Bar als erstem Präsidenten. Der DBL ist einer von sieben Gründungsmitgliedern des internationalen Dachverbands International Bartenders Association von 1951 und Ausrichter der Dänischen Meisterschaften für klassische Cocktails und Flair (Danske Mesterskaber i Klassisk Cocktail og Flair) (2014 in Moltkes Palæ in Kopenhagen). Neben einigen Privatunternehmen wie ADDsome (offizielles Sodawasser), Bacardi, Heineken (offizielles Bier) oder Pernod Ricard arbeitet der Verband mit dem Rådet for Sikker Trafik (Rat für Verkehrssicherheit) zusammen.